# میدیوماه
میدیوماه (mēdiŨ mãh) یا مَدیوماه یا به زبان اوستایی مَئیدیوئی-ماونْگْها (اوستایی:𐬨𐬀𐬌𐬛𐬌𐬌𐬋𐬌-𐬨𐬃𐬢𐬵𐬁 = maidyōi-måŋhā) یا مَئیذیوئی‌ماونْگْهه (اوستایی:𐬨𐬀𐬌𐬜𐬌𐬌𐬋𐬌𐬨𐬃𐬢𐬵𐬀 = maiδyōimåŋha) نخستین کسی است که به زرتشت ایمان آورد، در فروردین یشت یشت ۱۳، بند ۹۵ از او نام برده شده‌است. وی در منابع بعدی، پسرعموی زرتشت به‌شمار آمده‌است.
تنها پیروِ راستینِ زرتشت در ۱۰ سالِ نخستْ مَدیوماه بود.

## مدیوماه در منابع دینی
«مدیوماه از دودمانِ اِسپَنتمان پس از آن که به کُنهِ مطلب پی برد و بشناخت آن کسی را که از برایِ جهانِ دیگر کوشا است، همت گماشت تا دیگران را آگاه کند که پیرویِ آیینِ مزدا در طیِ زندگانی بهترینِ چیزها است.»
(یسنا، هاتِ ۵۱ بندِ ۱۹)
فروردین یشت
در فصل ۳۲ بندهای ۱ و ۳ بُندَهِش نوشته شده‌است که از پیتَرَسپ دو پسر ماند؛ یکی پوروشَسپ ودیگری آراسْتی. اشوزرتشت از پوروشسپ بود و میدیوماه از آراستی و در آن هنگام که زرتشت دینِ مَزدَیَسنی را آشکار ساخت، نخستین کسی که دین او را پذیرفت و پرستش مزدا به جای آورد مدیوماه بود. در فروردین یشت بندِ ۹۵ نیز چنین وارد است: «اینک به فَروَهَرِ پاکِ مدیوماهِ مقدس پسرِ آراستی درود می‌فرستیم، نخستین کسی که به گفتار و آیین زرتشت گوش فرا داد.»